# Heriberto Lazcano
Heriberto Lazcano Lazcano, detto Z-3, El Lazca, El Bronce, El Pitirijas, El Licenciado e El Verdugo, (Apan, 25 dicembre 1974 – Sabinas, 7 ottobre 2012), è stato un criminale messicano.
È stato uno dei signori della droga più ricercati e capo del cartello della droga dei Los Zetas.

## Biografia
Lazcano si arruolò nell'esercito messicano a 17 anni e passò successivamente alle forze speciali GAFE (Grupo Aeromóvil de Fuerzas Especiales, gruppo aeromobile delle forze speciali). Nel 1998 disertò, dopo 8 anni di servizio e fu reclutato, insieme ad altri soldati del GAFE, come Arturo Guzmán Decena, da Osiel Cárdenas Guillén, capo del Cartello del Golfo. Questi soldati formarono il gruppo paramilitare chiamato Los Zetas, che divenne il braccio armato del Cartello del Golfo.
Nel 2008 Lazcano si alleò con il Cartello di Beltrán Leyva e con il cartello di Juárez. All'inizio del 2010 ruppe i legami con il cartello del Golfo causando una violenta guerra tra i confini degli stati di Tamaulipas e Nuevo León, nel Messico nord orientale, provocando migliaia di morti, nel contesto della più ampia guerra messicana della droga.
Anche 'El Lazca', come Pablo Escobar, possedeva e allevava, all'interno delle sue tenute, animali rari ed esotici. 
Come molti altri signori della droga,  Lazcano soleva esperire metodi d'uccisione particolarmente brutali. Questi avrebbe nutrito i suoi animali esotici, trigri  e leoni, con alcuni suoi nemici, i quali venivano gettati nelle gabbie degli animali; Lazcano avrebbe inoltre permesso, ad un pubblico invitato proprio a tale scopo, di assistere alle scene.
Morì il 7 ottobre 2012 all'età di 37 anni in uno scontro a fuoco contro la marina messicana. I suoi compagni rubarono poi il corpo dall'obitorio.

## Taglia
Lazcano era ricercato dalle autorità messicane e statunitensi per traffico di droga e plurimo omicidio. Gli ufficiali statunitensi offrirono una ricompensa di 5 milioni di dollari mentre i messicani 30 milioni di pesos (2 milioni di dollari americani).